# ماهی خوکی
گراز ماهی یا همان ماهی خوکی (نام علمی: Lachnolaimus maximus) نام یک گونه از خانواده زمردماهیان است.